# Gabriel-de-Castilla-Station
Die Gabriel-de-Castilla-Station (spanisch Base Antártica Gabriel de Castilla) ist eine von zwei saisonal betriebenen (Sommerhalbjahr) antarktischen Forschungsstationen Spaniens in den Südlichen Shetlandinseln. Sie liegt auf Deception Island etwa einen Kilometer entfernt von der Decepción-Station des argentinischen Militärs.

## Geschichte
Die Station wurde im antarktischen Sommer 1989/90 zur Unterstützung von Forschung und topographischen Untersuchungen im damaligen Militärstützpunkt auf Deception Island eingerichtet. Der Stützpunkt wird von der Operationsabteilung des Generalstabs der spanischen Landstreitkräfte verwaltet, die auch die während des Südsommers stattfindenden Forschungskampagnen organisiert und leitet. Die Forschungsaktivitäten werden durch das Comité Polar Español koordiniert, das beim Wissenschaftsministerium angesiedelt ist.
Logistische und wartungstechnische Unterstützung wird seit 1991 durch das ozeanographische Forschungsschiff Hesperides (A 33) geleistet, unterstützt durch das Forschungsschiff Las Palmas (A 52), die beide der spanischen Marine gehören. Ein Ersatz der älteren Las Palmas durch ein umgerüstetes Schiff der Meteoro-Klasse ist geplant.
Die Station ist benannt nach Gabriel de Castilla, einem spanischen Seefahrer und Entdecker, dem die spanische Geschichtsschreibung die Entdeckung der Antarktis im frühen 17. Jahrhundert zuschreibt.

Emblem der Station
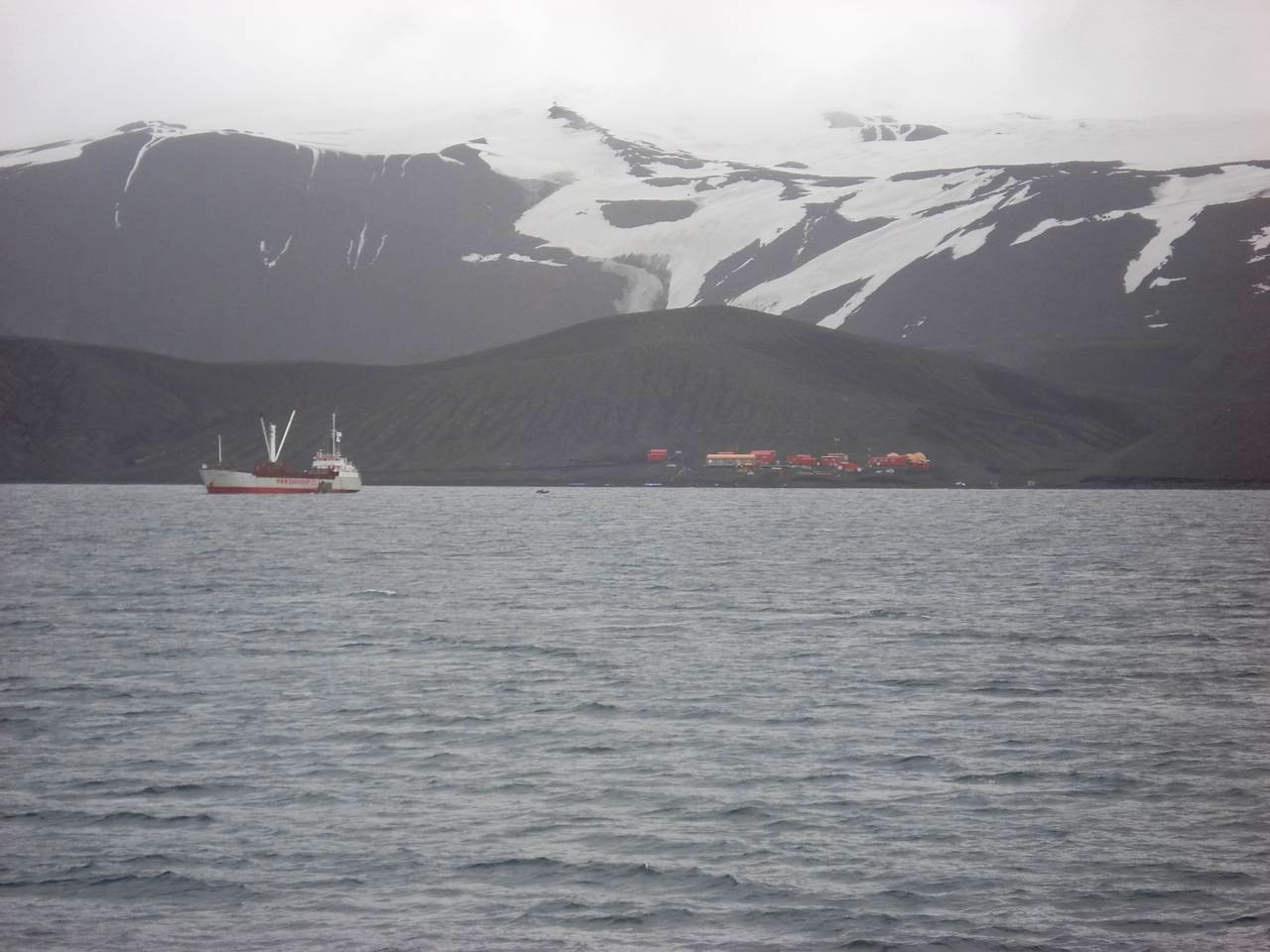
Blick auf die Station, 2009
Lage der Station in der Primero de Mayo Bay